# Ахмадов, Дауд Дабаевич
Дауд Дабаевич Ахмадов (чечен. Ахьмадин Даби кӀант Дауд; род. 1944 год, ЧИАССР, СССР, — 2001 год, Шатойский район, Чечня, РФ) — чеченский государственный, политический и военный деятель. Занимал должность министра промышленности и энергетики в правительстве Ичкерии. Во время войны руководил Южным фронтом обороны ЧРИ. Ближайший соратник и спецпредставитель президента ЧРИ Джохара Дудаева. Бригадный генерал (ЧРИ).

## Биография
Дауд Ахмадов родился в 1944 году, в год депортации чеченского народа.
Участник Первой и Второй войны в Чеченской Республике. Один из самых влиятельных командиров высшего звена.
Дауд был кандидатом технических наук (защитил в 1976 году) и специалистом в области систем управления и контроля параметров электрических проводов нефтепромысловых установок.
Являлся ближайшим соратником и сторонником Джохара Дудаева и одним из первых, кто поддержал Джохара Дудаева. Осенью 1991 года он поддержал сторонников независимости и революции и вошёл в ближайшее окружение Джохара Дудаева.
В 1992 году стал помощником президента ЧРИ, курировал науку и высшее образование.
В 1995 году стал представителем президента ЧРИ Джохара Дудаева в штабе Ачхой-Мартановского сектора, был назначен командующим Южным фронтом вооруженных сил ЧРИ. Носил звание бригадного генерала Вооруженных сил Ичкерии.
После окончания первой российско-чеченской войны и вывода российских войск с территории Чеченской Республики он был назначен начальником штаба по восстановлению Чеченской Республики.
В сентябре 1996 года стал министром промышленности и энергетики в коалиционном правительстве Чеченской Республики Ичкерия.
С осени 1998 года назначен на должность министра промышленности в кабинете Аслана Масхадова.

## Книги
- Зайналбек Сусуев. Чечено-российские отношения и идея чеченской государственности. Политический очерк. — Litres, 2022-05-15. — 721 с. — ISBN 978-5-04-105686-5.
- Евгений Горохов. Кровь алая – 4. С лица воду не пить. — Litres, 2022-06-30. — 417 с. — ISBN 978-5-04-450513-1.
- Евгений Горохов. Кровь алая 3: Верблюд в игольном ушке. — Litres, 2021-07-10. — 554 с. — ISBN 978-5-04-239124-8.
- Timur Muzaev. Новая Чечено-Ингушетия. — Informat︠s︡ionno-ėkspertnai︠a︡ gruppa "Panorama,", 1992. — 114 с.
- Тимур Музаев. Этнический сепаратизм в России. — Панорама, 1999. — 232 с. — ISBN 978-5-85895-053-0.
- Алла Дудаева. Миллион первый. — Ulʹtra. Kulʹtura, 2003. — 586 с. — ISBN 978-5-98042-013-0.
- I︠U︡riĭ Gori︠a︡chev. Кадровая панорама 1998 года: назначения, отставки, выборы. — Русский биографический ин-т, 1999. — 452 с. — ISBN 978-5-8132-0007-6.
- Станислав Михайлович Дмитриевский. Международный трибунал для Чечни: правовые перспективы привлечения к индивидуальной уголовной ответственности лиц, подозреваемых в совершении военных преступлений и преступлений против человечности в ходе вооруженного конфликта в Чеченской Республике. — Нижегородский фонд в поддержку толерантности, 2009. — 534 с.
- Зайнди Шахбиев. Судьба чечено-ингушского народа. — З. Шахбиев, 1996. — 508 с. — ISBN 978-5-86646-080-9.
- Тимур Музаев. Чеченский кризис--99: политическое противостояние в Ичкерии : расстановка сил, хроника, факты. — Панорама, 1999. — 192 с. — ISBN 978-5-85895-085-1.
- Николай Николаевич Гродненский. Неоконченная война: история вооруженного конфликта в Чечне. — Харвест, 2004. — 680 с. — ISBN 978-985-13-1454-2.
- Официальная и деловая Россия: справочник республик краев, областей и округов Российской Федерации 1999/2000. — Ofit︠s︡ialʹnai︠a︡ i delovai︠a︡ Rossii︠a︡,, 1999. — 770 с. — ISBN 978-5-901212-01-1.
- Дружба народов. — Гос. изд-во "Худож. лит-ра", 1996. — 1282 с.
- Rossiĭskiĭ kto estʹ kto. — Russkiĭ biograficheskiĭ institut, 1998. — 318 с.
- Василий Ставицкий. Кровавый террор. — Олма-пресс, 2001. — 488 с. — ISBN 978-5-224-01412-5.
- Чечня: "белая книга". — РЯ "Новости", 2000. — 204 с.
- Zelimkha I︠A︡ndarbi. Джихад и проблемы сoвременного мира. — Asiman, 2000. — 204 с.
- Шерип Асуев - Так это было. Дата обращения: 29 мая 2022.